# Hermann Conring
Hermann Conring, född den 9 november 1606, död den 12 december 1681, var en tysk vetenskapsman.
Conring studerade teologi och medicin i Leiden, blev 1632 professor i naturfilosofi vid universitetet i Helmstedt, men övergick 1637 till medicinska fakulteten där. Ludvig XVI visade stor beundran för Conring, och drottning Kristina utnämnde honom till sin första livläkare 1650-1651. Conring åtnjöt högt internationellt erkännande även för sina juridiska kunskaper.
Bland Conrings medicinska arbeten märks särskilt De sanguinis generatione et motu naturali (1643), som befordrade spridningen av William Harveys uppfattning om blodomloppet. Inom juridiken märks främst hans värdefulla översikt De origine juris germanici (1643).